# Jessi Combs

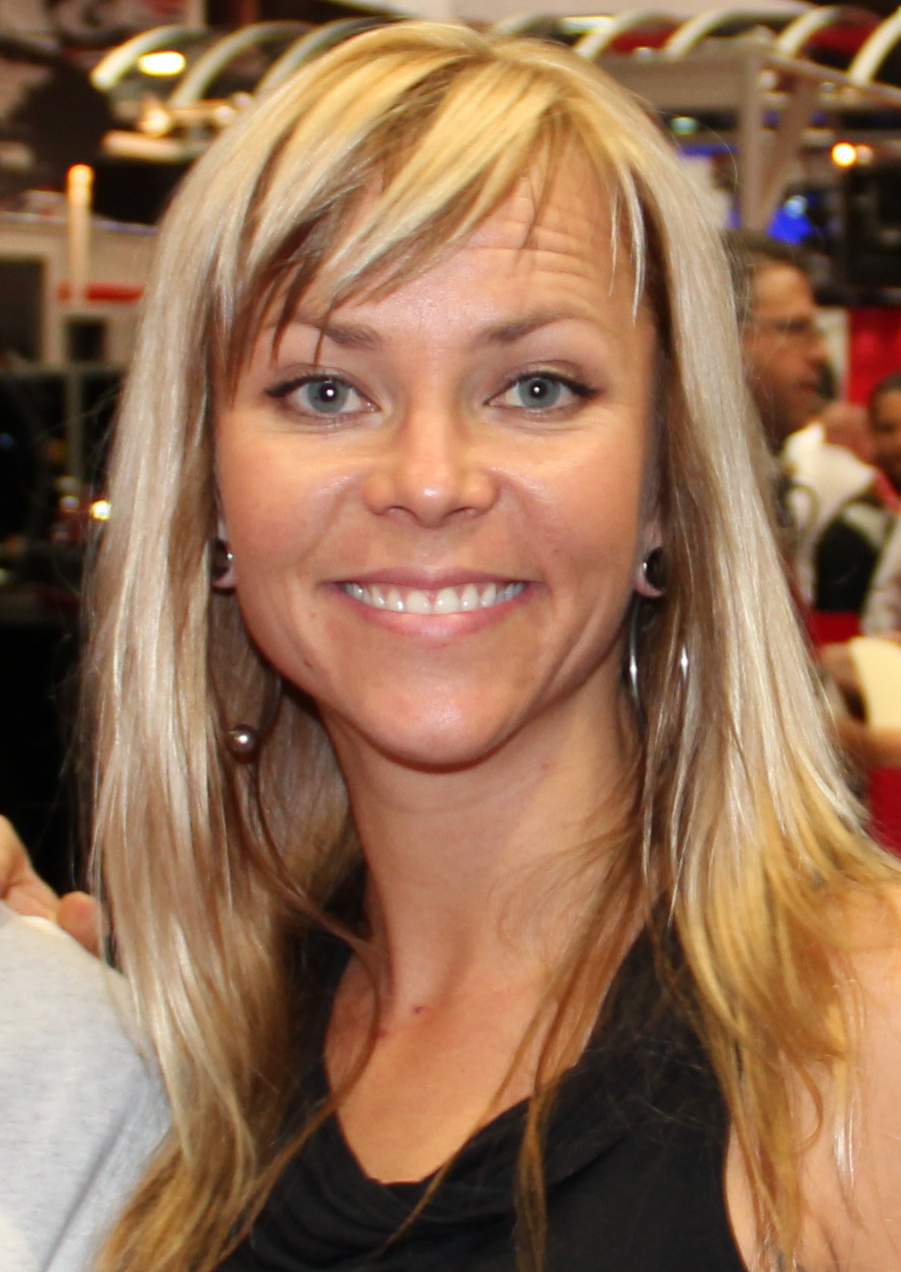
Jessi Combs 2012 in Las Vegas

Jessica „Jessi“ Combs (* 27. Juli 1980 in Rockerville, South Dakota; † 27. August 2019 in der Alvord Desert, Oregon) war eine US-amerikanische Rennfahrerin, Moderatorin und Metallbauerin. Sie hält den absoluten Landgeschwindigkeitsrekord für Frauen sowie den Landgeschwindigkeitsrekord in vierrädrigen Fahrzeugen, weshalb sie als schnellste Frau der Welt und auch als fastest woman on four wheels (deutsch ‚schnellste Frau auf vier Rädern‘) gilt.

## Leben
Jessi Combs wurde als Kind von Jamie Combs und Nina Darrington in Rockerville in South Dakota geboren. Ihre Geschwister waren Kelly Combs, Austin Darrington und Danielle Theis sowie die zwei Stiefschwestern Rebeka Hall und Arielle Hall. Ihre Urgroßmutter war Nina DeBow, eine Jazzpianistin, die mit Stanley Steamern Rennen fuhr. Als Jessi Combs zwei Jahre alt war, zog die Familie nach Piedmond im Bundesstaat South Dakota um. 1998 schloss sie die Stevens High School ab.
2004 erwarb Jessi Combs als Jahrgangsbeste einen Abschluss am Wyoming Technical Institute im Collision & Refinishing Core Program sowie in den Fächern Street Rod Fabrication, Custom Fabrication und High Performance Powertrain. In der sechsten Folge der ersten Staffel von Overhaulin’ war Jessi kurz als Studentin der WyoTech zu sehen. Nach ihrem Abschluss übernahm die WyoTech sie und eine Mitstudentin als Angestellte in der Marketingabteilung. Sie sollten innerhalb von sechs Monaten ein Auto von Grund auf aufbauen, um es auf der SEMA-Show zu präsentieren.
Für die Sturgis Motorcycle Rally 2017 wurde Jessi Combs als erste Frau in der damals 77-jährigen Geschichte der Veranstaltung zum „Grand Marshal“ ernannt.
Im Juni 2020 bestätigte das Guinness-Buch der Rekorde die von Jessi Combs am Tag ihres tödlichen Unfalls gefahrene Geschwindigkeit von 841,338 km/h und erklärte sie posthum zur „schnellsten Frau der Welt“.

## Tödlicher Unfall
Jessi Combs starb am 27. August 2019 im Alter von 39 Jahren, als sie mit dem North American Eagle Project bei einem neuen Versuch, den Landgeschwindigkeitsrekord zu brechen, in der Alvord Desert in Oregon schwer verunglückte.
Als Unfallursache wurde eine Beschädigung an einem der Vorderräder ausgemacht, nachdem das Fahrzeug bei etwa 550 mph (etwa 885 km/h) vermutlich mit einem nicht bekannten Objekt in der Wüste kollidierte. Combs starb an den Folgen einer stumpfen Gewalteinwirkung im Bereich des Kopfes und war bereits tot, als ihr Fahrzeug in Flammen aufging.

## Fernsehen
Zwischen 2005 und 2009 war sie bei über 90 Episoden Co-Moderatorin in Xtreme 4x4 auf Spike TV. Nach einem Unfall am Set kündigte Combs im Februar 2008 an, dass sie Xtreme 4x4 verlassen werde.
2008 ersetzte Jessi Combs in zwölf Episoden der siebten Staffel von MythBusters die schwangere Kari Byron.
Im Oktober 2011 fing Combs mit Aufnahmen zur preisgekrönten AOL-Autoblogsendung The List: 1001 Car Things To Do Before You Die (engl. für: Die Liste: 1001 Dinge die man am/mit dem Auto machen muss bevor man stirbt) an. In neueren Episoden wird Combs von ihrem Co-Moderator Patrick McIntyre unterstützt.
Zwischen Oktober 2011 und Oktober 2014 war Combs eine der Moderatorinnen von All Girls Garage auf dem Fernsehsender Velocity. In dieser Sendung reparieren und tunen Frauen Oldtimer.
Ab Mai 2012 war Combs Co-Moderatorin neben Chris Jacobs in der sechsten Staffel von Overhaulin’ auf Velocity und dem Discovery Channel.
2016 war sie bei How to Build... Everything auf dem Science Channel ebenfalls Co-Moderatorin.
2018 war Combs in der kurzlebigen Talkshow Break Room auf dem Discovery Channel zu sehen.

## Motorsport

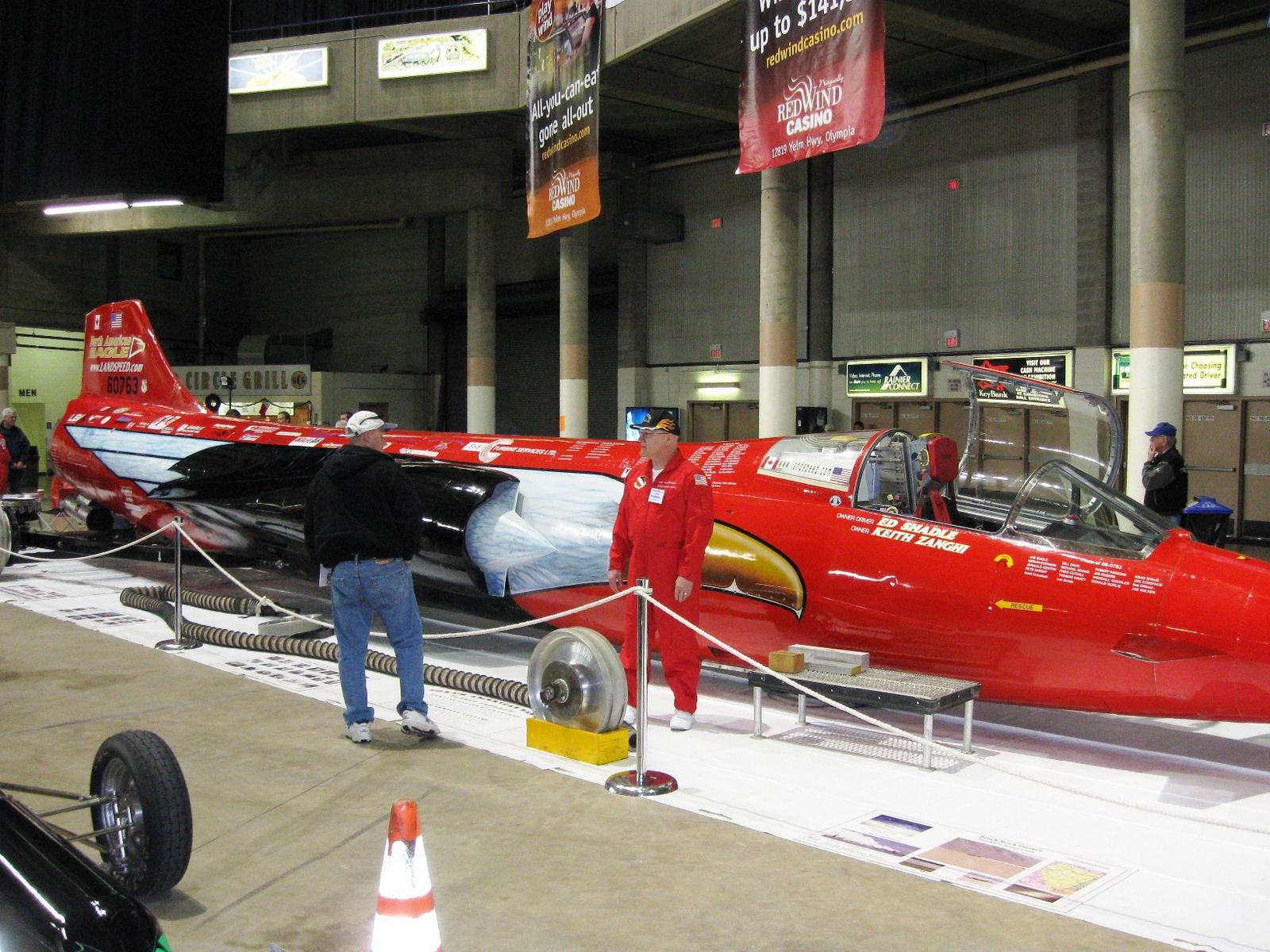
Der North American Eagle

Als Rennfahrerin nahm Jessi Combs erfolgreich an vielen Rennen teil.
- 2011: SCORE Baja 1000, 2. Platz Class 10[18]
- 2014: Ultra 4 Stampede, 1. Platz Legends Class
- 2014: Ultra 4 Glen Helen Grand Prix, 2. Platz Spec Class
- 2014: Ultra 4 American Rock Sports Challenge, 3. Platz Spec Class
- 2014: Ultra 4 Western Region Series, 1. Platz Spec Class
- 2014: Ultra 4 National Championship, 1. Platz Spec Class
- 2014: Ultra 4 King of the Hammers, 1. Platz Spec Class
- 2015: SCORE Baja 1000, 2. Platz Class 7
- 2015: Rallye Aicha des Gazelles, 1. Platz First Participation (Erstteilnehmer), 10. Gesamtrang
- 2016: Ultra 4 King of the Hammers, 1. Platz EMC Modified Class[19]
- 2017: Ultra 4 King of the Hammers, 12. Platz 4400 Class

Am 9. Oktober 2013 stellte Combs mit dem North American Eagle Supersonic Speed Challenger in der Alvord Desert einen neuen Landgeschwindigkeitsrekord der Frauen auf vier Rädern auf. Die offizielle Messung ergab 398,954 mph (632 km/h) bei einer Höchstgeschwindigkeit von 440,709 mph (709 km/h). Damit übertraf sie den 48 Jahre alten Rekord der Frauen von 308,51 mph, der 1965 von Lee Breedlove aufgestellt wurde. Am 7. September 2016 verbesserte sich Combs im North American Eagle auf eine Höchstgeschwindigkeit von 477,59 mph (768,61 km/h). Es gelang ihr damit nicht, den mit einem dreirädrigen Fahrzeug erzielten Geschwindigkeitsrekord der Stuntfrau Kitty O’Neil aus dem Jahr 1976 zu brechen.
Am Tag ihres Unfalls fuhr Jessi Combs eine Geschwindigkeit von 531,889 mph (855,992 km/h) und damit gut 19 mph schneller als Kitty O’Neil. Die Geschwindigkeit von 841,338 km/h wurde im Juni 2020 vom Guinness-Buch der Rekorde akzeptiert und Jessi Combs mit einem neuen Landgeschwindigkeitsrekord postum als „schnellste Frau der Welt“ ausgezeichnet.

## Stiftung
Die Stiftung „The Jessi Combs Foundation“ wurde durch die Familie von Jessi Combs gegründet. Ziel ist es, Frauen zu inspirieren und zu bestärken, Ausbildungen in Fertigung und im Maschinenbau zu ergreifen.
Das Petersen Automotive Museum zeigte zwischen dem 22. und dem 25. September 2019 bei freiem Eintritt die Sonderausstellung „Jessi Combs: Life at full speed“, die Ausstellung ist zugleich der Startschuss für „The Jessi Combs Foundation“. Anstelle der Eintrittsgelder wurden die Besucher um Spenden gebeten, die direkt in das Stiftungsvermögen einflossen. Wegen der hohen Besucherzahlen wurde die Ausstellung bis zum 3. Oktober 2019 verlängert.

## Zitate
Zwei Tage vor ihrem Tod veröffentlichte Jessi Combs in sozialen Netzwerken ein Foto mit der North American Eagle und den Worten:

“It may seem a little crazy to walk directly into the line of fire... those who are willing, are those who achieve great things.
People say I’m crazy. I say thank you ;)”

„Es mag ein wenig verrückt erscheinen, sich direkt in die Schusslinie zu begeben... jene, die bereit sind dies zu tun, sind auch jene, die große Dinge vollbringen.
Die Menschen sagen, ich bin verrückt. Ich sage danke dafür. ;)“

“So sad to hear about Jessi. She was a badass. Always pushing limits. Sending smiles into the universe for her.”